# Jacques N'Guea
Jacques N'Guea (8. listopadu 1955, Loum – 31. května 2022, Yaoundé) byl kamerunský fotbalista, útočník. Zemřel 31. května 2022 ve věku 66 let na rakovinu.

## Fotbalová kariéra
Na klubové úrovni hrál v Kamerunu za Canon Yaoundé. S Canonem Yaoundé vyhrál sedmkrát kamerunskou ligu a šestkrát pohár. Za reprezentaci Kamerunu hrál v letech 1977–1984. Byl členem kamerunské reprezentace na Mistrovství světa ve fotbale 1982, nastoupil ve 2 utkáních. Byl členem vítězného týmu na Africkém poháru národů 1984.

## Ligová bilance
| Ročník                              | Zápasy | Góly | Klub          |
| ----------------------------------- | ------ | ---- | ------------- |
| Kamerunská Premier Division 1973/74 | -      | -    | Canon Yaoundé |
| Kamerunská Premier Division 1974/75 | -      | -    | Canon Yaoundé |
| Kamerunská Premier Division 1975/76 | -      | -    | Canon Yaoundé |
| Kamerunská Premier Division 1976/77 | -      | -    | Canon Yaoundé |
| Kamerunská Premier Division 1977/78 | -      | -    | Canon Yaoundé |
| Kamerunská Premier Division 1978/79 | -      | -    | Canon Yaoundé |
| Kamerunská Premier Division 1979/80 | -      | -    | Canon Yaoundé |
| Kamerunská Premier Division 1981    | -      | -    | Canon Yaoundé |
| Kamerunská Premier Division 1981/82 | -      | -    | Canon Yaoundé |
| Kamerunská Premier Division 1982/83 | -      | -    | Canon Yaoundé |
| Kamerunská Premier Division 1983/84 | -      | -    | Canon Yaoundé |
| Kamerunská Premier Division 1984/85 | -      | -    | Canon Yaoundé |
| Kamerunská Premier Division 1985/86 | -      | -    | Canon Yaoundé |
| Kamerunská Premier Division 1986/87 | -      | -    | Canon Yaoundé |
| CELKEM                              | -      | -    |               |